# Museu Estatal de Hessen a Darmstadt

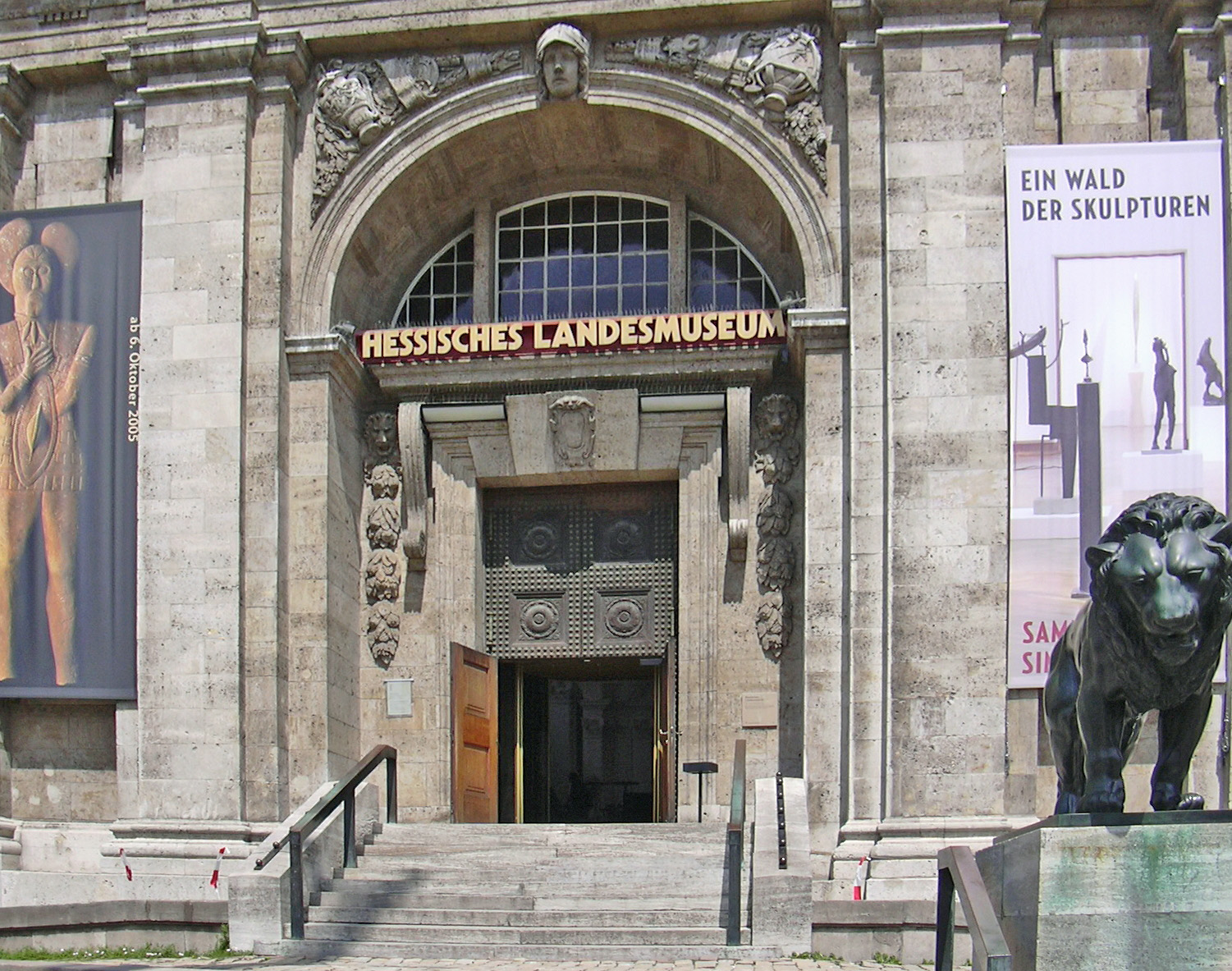
Entrada principal del Hessisches Landesmuseum

El Museu Estatal de Hessen a Darmstadt (Hessische Landesmuseum in Darmstadt, HLMD) és un museu amb importants col·leccions permanents; també s'hi fan exposicions especials.
Està previst que l'edifici principal del Museu (a la Friedensplatz de Darmstadt) romangui tancat fins al 2011 per obres de construcció i rehabilitació.

## Col·lecció

### Història de l'Art
- Prehistòria i història primerenca
- Arqueologia Romana i grega
- L'art medieval i vidrieres
- Ivoris medievals i retaules, entre d'altres, la col·lecció d'Adolf von Hüpsch
- Arts i Oficis
- Art del Barroc
- Art del segle xix i XX
- Fàbrica de complex Joseph Beuys (Bloc Beuys)
- Col·lecció Simon Spier: Un Bosc d'Escultures
- Col·leccions Gràfic
- Gabinet de Física i instruments musicals històrics

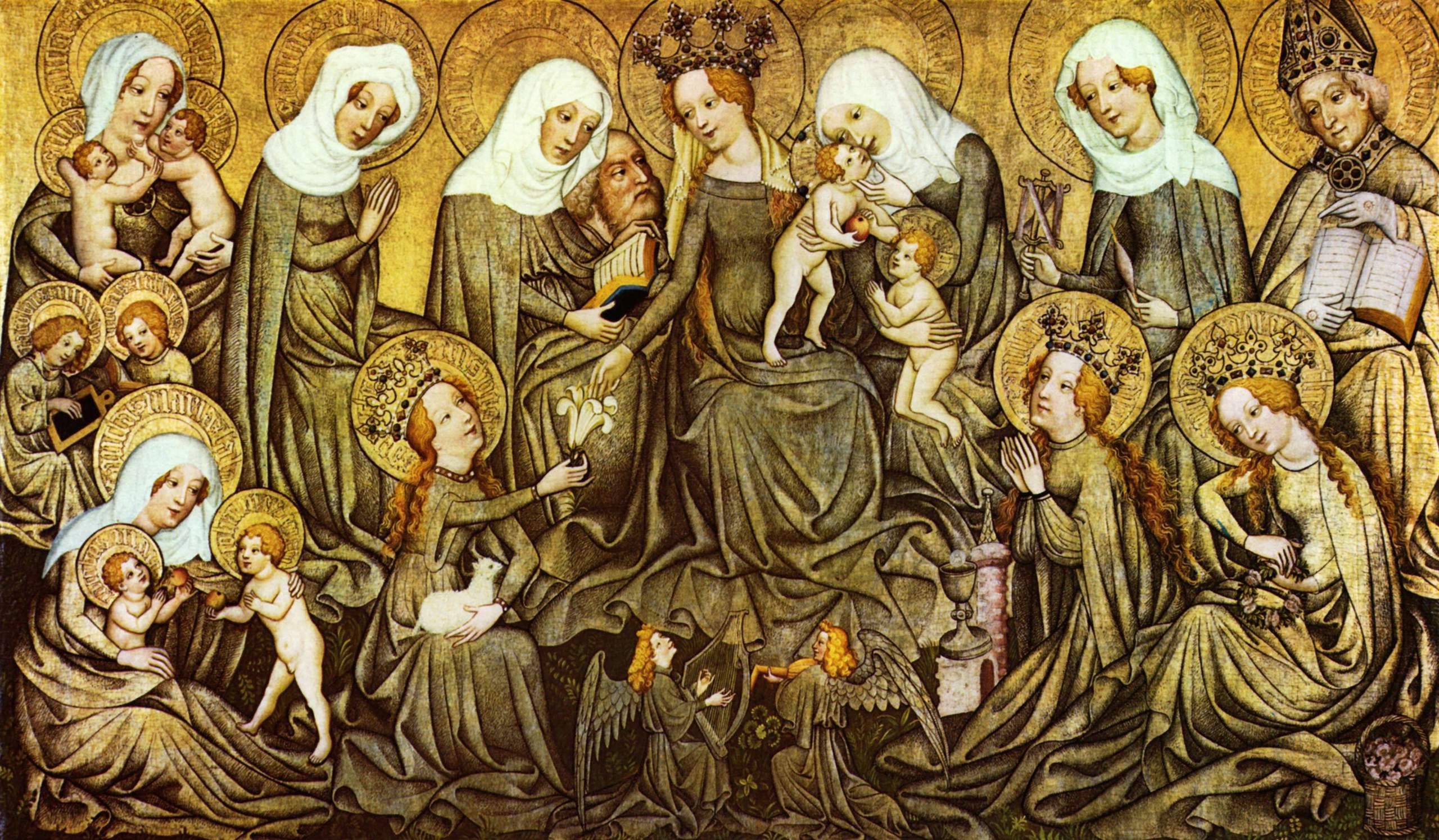
Meister des Ortenberger Altars: Ortenberger Altar, Szene „Die Heilige Sippe“, um 1430.
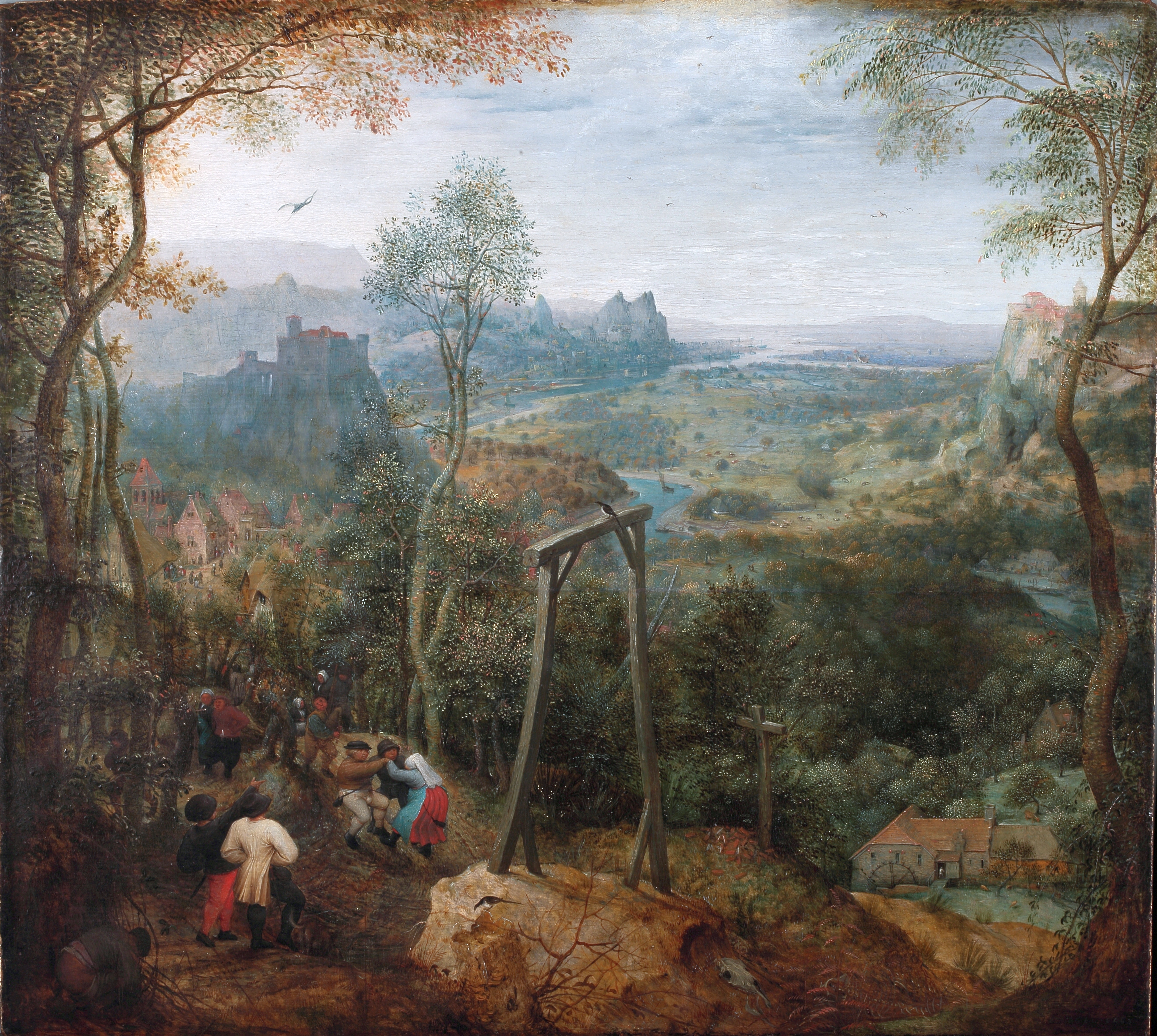
Pieter Bruegel el Vell: „Landschaft mit Galgen (Tanz unter dem Galgen)“, 1568.
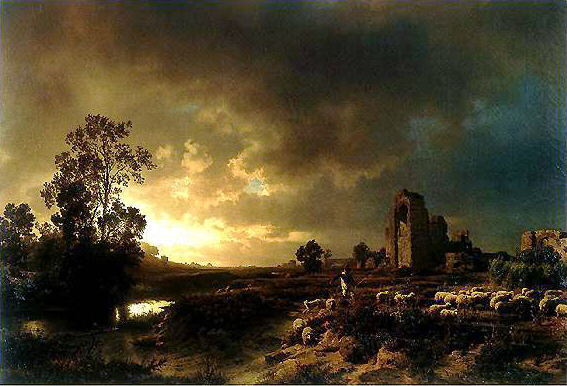
Oswald Achenbach: „Abendstimmung in der Campagna“, 1850.
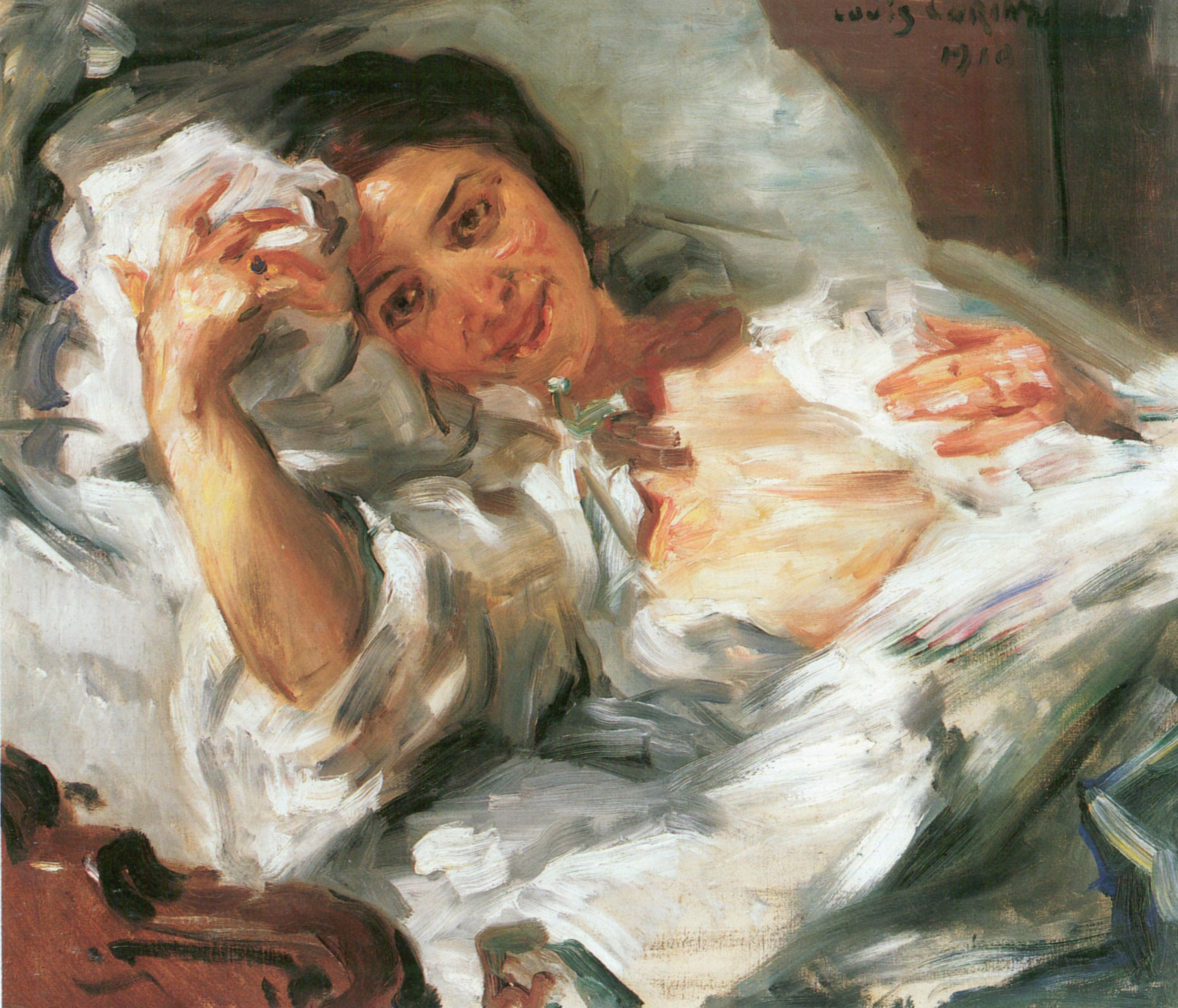
Lovis Corinth: „Morgensonne“, 1910

### Geologia
- Mastodon
- Pau Ruppenthal
- Burgess Shale
- Rudistenriff
- Jaciment de Messel
- Dinotheriensande
- Evolució de l'home

### Zoologia
- Animals de boscos centreeuropeus
- Parc dels Alps
- Parc de la regió de l'Índia
- Vida Silvestre a Amèrica Central i Amèrica del Sud

### Mineralogia
- Col·leccions mineralògiques